# Arkhaule
Arkhaule (nep. अर्खौले) – gaun wikas samiti we wschodniej części Nepalu w strefie Sagarmatha w dystrykcie Khotang. Według nepalskiego spisu powszechnego z 2001 roku liczył on 645 gospodarstw domowych i 3524 mieszkańców (1831 kobiet i 1693 mężczyzn).